# Белерофонт (линеен кораб, 1907)
Белерофонт (на английски: HMS Bellerophon, Кораб на нейно/негово величество „Белерофонт“) е британски линеен кораб от едноименния тип, главен кораб на серията. Участва в Първата световна война, в частност – в Ютландското сражение.

## История
Линкора „Белерофонт“ е заложен месец след приемането в списъците на КВМС на „HMS Dreadnought“ („Дредноут“), на 6 декември 1906 г. Стойността на строителството на новия кораб съставя 1 763 491 фунта стерлинги, правейки този линкор най-скъпият по цена в своя клас. Спуска на вода е на 27 юли 1907 г., във флота „Белерофонт“ е зачислен на 20 февруари 1909 г. На скоростните изпитания кораба показва максимална скорост от 21,25 възела при мощност на машините от 25 061 к.с.
Службата си „Белерофонт“ започва в състава на британския Хоум Флийт, в 1-ва ескадра. На 26 май 1911 г. „Белерофонт“ става участник в произшествие, сблъсквайки се с линейния крайцер „HMS Inflexible“ („Инфлексибъл“), и в крайна сметка остава в доковете до ноември месец. На 1 август 1914 г. линкора е зачислен в 4-та ескадра след мобилизацията на въоръжените сили на Великобритания.
На 27 август 1914 г. „Белерофонт“ отново попада в извънредно положение, сблъсквайки се с транспортния кораб „Сейнт Клер“ близо до Оркнейските острови, обаче без да получи големи щети. През май 1915 г. е пребазиран в Девънпорт, където влиза за ремонт и модернизация. След година линкора участва в Ютландското сражение: съда командва капитан 1 ранг Едвард Ф. Брюн от 4-ти дивизион (на вицеадмирал Александър Даф) от 4-та ескадра (на вицеадмирал Доувтън Старди). 4-та ескадра е разположена зад 2-ра ескадра в главната част на британския строй. В хода на битката „Белерофонт“ изстрелва 62 снаряда на главния калибър, обаче без нито едно попадение.
През юни и септември 1917 г. той е флагмански кораб в 4-та ескадра (флагове на адмиралите Роджър Киз и Дъглас Никълсън). Обаче, за разлика от другите негови кораби-близнаци, „Белерофонт“ не е изпратен в състава на Източносредиземноморската ескадра, през октомври 1918 г. През 1919 г. „Белерофонт“ е изпратен в резерва: линкора значително отстъпва на корабите от типовете „Орион“, „Кинг Джордж V“, „Айрън Дюк“, „Куин Елизабет“ и „Ривендж“. А през ноември 1921 г. „Белерофонт“, в крайна сметка, е продаден за скрап, което е изпълнено през 1923 г., като скоро след това е подписано Вашингтонското морско съглашение, според което линкора така или иначе е предназначен за утилизация.
„Белерофонт“ се среща на банкнотите от 10 канадски долара, емисия 1913 г.